# ليسترشير
 لَسْتَرْشِير  (أو  لِيسْتَرْشِير) تختصر  Leics هي مقاطعة غير ساحلية في وسط إنجلترا. اسمها مأخوذ من مدينة ليستر المكتظة بالسكان، والتي كانت مركز الإدارة في المقاطعة، على الرغم من أنها أصبحت الآن ذات سلطة مستقلة وهي اليوم تدار بشكل مستقل عن بقية لسترشير. المقاطعة لها حدود مع ديربيشير في الشمال الغربي، نوتنغهامشير في الشمال، روتلاند في الشرق، وارويكشير في الجنوب الغربي، ستافوردشير إلى الغرب ، لينكولنشير إلى الشمال الشرقي ، نورثهامبتونشير إلى الجنوب الشرقي.
ينبع نهر سوار من أقصى جنوب المقاطعة، ويتدفق شمالا من خلال لستر قبل أن يصب في نهر ترينت في ترينتلوك حيث تلتقي مقاطعات ديربيشير، ولسترشير، ونوتينجهامشير. جزء كبير من شمال غرب المقاطعة، يشكل جزءاً من منطقة الغابة الوطنية الجديدة والتي تمتد أيضاً في ديربيشير وستافوردشير. وأعلى نقطة في المقاطعة هي تل باردون بارتفاع 278 م.
عدد السكان 940,500 نسمه، والمساحة الكلية 2,156 كم2

## أعلام
- آنا ليتيشا باربولد
- بيل ماينارد
- وليام شيرارد
- روبرت بيرتون
- جورج فيليرز، دوق بكنغهام الأول
- فرنسيس بومونت
- جوني ويليامز
- داود بربانك